# Regeringen Erlander III
Regeringen Erlander III var Sveriges regering fra 31. oktober 1957 og til 14. oktober 1969.
Regeringen Erlander III var en etpartiregering, baseret på Socialdemokraterne. Regeringen blev dannet i 1957, da regeringssamarbejdet mellem Bondeförbundet og Socialdemokraterne ophørte. 

## Markante ministre
- statsminister: Tage Erlander
- udenrigsminister (1957–1962): Östen Undén
- kommunikationsminister (1965–1967): Olof Palme
- uddannelses- og kirkeminister (1967–1969): Olof Palme

## Rådgivende ministre (Konsultativa statsråd)
- (1963–1965): Olof Palme, ungdomsrådgiver
- (1966–1969):  Alva Myrdal, nedrustningsrådgiver
- (1966–1969): Lennart Geijer, juridisk rådgiver

## Afgang
Regeringen Erlander III blev afløst af Regeringen Palme I i 1969. På dette tidspunkt var Tage Erlander 68 år, og han havde været statsminister uafbrudt i de foregående 23 år.